# Вер-сюр-Луар
Вер-сюр-Луар (фр. Vair-sur-Loire) — муніципалітет у Франції, у регіоні Пеї-де-ла-Луар, департамент Атлантична Луара. Вер-сюр-Луар утворено 1 січня 2016 року шляхом злиття муніципалітетів Ане i Сен-Ерблон. Адміністративним центром муніципалітету є Сен-Ерблон. Населення — 4828 осіб (01.01.2021).